# Santa Croce in Gerusalemme bazilika (Róma)
A Santa Croce in Gerusalemme bazilika Rómában található címtemplom, magyar neve Jeruzsálemi Szent Kereszt bazilika.

## Története
Nevét onnan kapta, hogy Ilona császárnő – Szent Ilona –, ide hozatta Jeruzsálemből Jézus megtalált keresztfájának darabjait. Itt állt a császárnő palotája. A palota ugyan  még a 3. század elején egy szír származású császáré volt Elagabalusé. Azt nem tudni, hogyan került a császárnő birtokába, de a 4. század elején, már egy palota-templom állt itt. A szent kereszt ereklyéknek egy kápolnát alakítottak ki, ahol Szent Ilona tartotta az ereklyéit.

## Építése
Az 5. században III. Valentinianus római császár mozaikokkal ékesítette a templom belsejét. Már a 8. században restaurálni kellett. II. Lucius pápa háromhajós román stílusú bazilikává bővítette és mellé kolostort és egy nyolcemeletes harangtornyot építtetett 1144-ben. XIV. Benedek pápa 1743-ban a barokk ízlésnek megfelelően átalakította. A homlokzat átalakítására ekkor került sor. Pietro Passalacqua és Domenico Gregorini háromkapus domborodó homlokzatot tervezett. Erre Szent Ilona, fia, Nagy Konstantin és a négy evangélista szobrai is felkerültek. Továbbá két angyal szobor akik tartanak egy vaskeresztet. Belső kiképzésében meghagyták a 12. századi színes mozaik padlót, és a régi gránitoszlopokból csak nyolcat hagytak meg az átépítők.

## Ereklyék a templomban

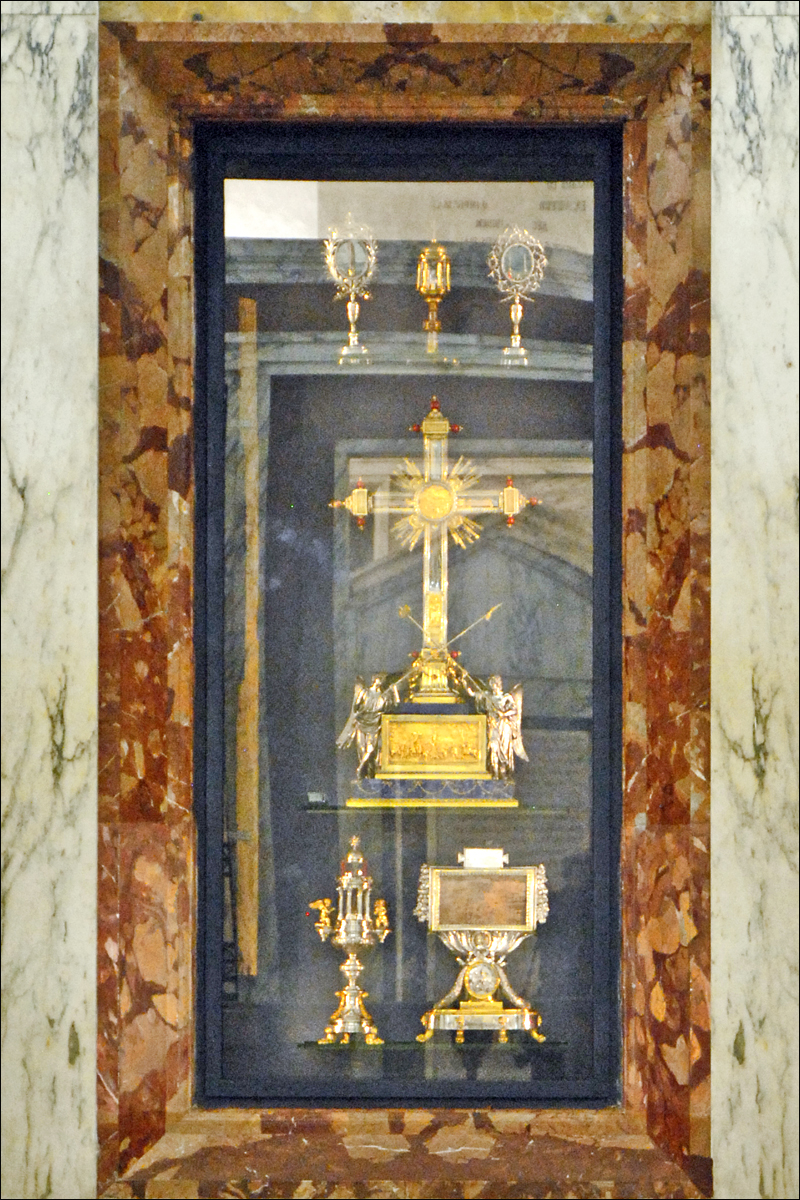
Ereklyék a bazilikában.

- Ereklyék a bazilikában.Krisztus keresztfájának INRI feliratának egy darabja
- Krisztus keresztfájának faszilánkjai egy kereszt alakú ereklyetartóban.
- A jobb lator keresztfájának gerendája.
- Krisztus töviskoronájának két tüskéje.
- Tamás apostol mutatóujja, amivel hitetlenül a feltámadt Krisztus sebeit megtapintotta.